# Comuna Burtîn, Polonne
Burtîn (în ucraineană Буртин) este o comună în raionul Polonne, regiunea Hmelnîțkîi, Ucraina, formată din satele Burtîn (reședința), Novakî și Zalissea.

## Demografie
Componența lingvistică a comunei Burtîn
     Ucraineană (97,76%)
     Rusă (1,98%)
     Alte limbi (0,18%)
Conform recensământului din 2001, majoritatea populației comunei Burtîn era vorbitoare de ucraineană (97,76%), existând în minoritate și vorbitori de rusă (1,98%).